# 남의 속도 모르고 (1969년 영화)
남의 속도 모르고는 1969년 공개된 대한민국의 영화이다.

## 배역
- 신성일
- 고은아
- 최남현
- 황정순
- 김신재
- 남미리
- 강민호
- 김웅
- 석운아
- 박문수
- 임성포
- 전숙
- 박애숙